# Teleidosaurus
Teleidosaurus calvadosii
Genre
Espèce
Teleidosaurus est un genre éteint de crocodyliformes metriorhynchoïdes carnivores ayant vécu au Jurassique moyen (Bajocien supérieur à Bathonien inférieur). Leurs fossiles ont été découverts en Normandie (France) et décrits dès le début du XIXe siècle,,,.

## Étymologie
Le nom de genre Teleidosaurus est composé des mots du grec ancien Teleidos, « achevé, complet » et σαῦρος sauros, « lézard », pour donner « lézard complet ». Le nom d'espèce calvadossi rappelle le département français du Calvados où les fossiles ont été trouvés.

## Historique
L'espèce type a été créée sous le nom de Teleosaurus calvadosii par Jacques Amand Eudes-Deslongchamps en 1866. C'est son fils Eugène Eudes-Deslongchamps qui inventa le nom de genre Teleidosaurus en 1869 et le distingua du genre Teleosaurus.

## Liste des espèces
- † Teleidosaurus calvadosii, l'espèce type, est la seule espèce considérée comme valide par Mark T. Young et ses collègues en 2010[6]. L'holotype est un moulage (plastotype) d'un crâne complet avec mandibule, référencés NHM R.2681[6].

### Autres espèces ré-attribuées
- † Teleidosaurus joberti est considérée comme un synonyme junior de T. calvadosii. L'holotype de cette espèce (NHM 32612), constitué de fragments de la mandibule et du prémaxillaire droit ont été détruits lors des bombardements de Caen en 1944. Il en reste des moulages (plastotype)[7],[6].
- † Metriorhynchus bathonicus, renommée tout d'abord Teleidosaurus bathonicus, est rattachée au genre Eoneustes[6].
- † Teleidosaurus gaudryi est rattachée au genre Eoneustes[6].
- † Teleosaurus cadomensis (Lamouroux, 1820)[1] est l'espèce type du genre Teleosaurus.

## Phylogénie
Une étude phylogénétique réalisée en 2005 remet en cause la monophylie du genre Teleidosaurus,.

## Publications originales
- Genre Teleidosaurus :
  - Eugène Eudes-Deslongchamps, « Notice sur les animaux fossiles de la famille des Téléosauriens recueillis en Normandie », Mémoires de l’Académie Royale des Sciences, Belles-Lettres et Arts de Lyon, France,‎ 1869, p. 31-80 (ISSN 1157-0679, lire en ligne, consulté le 6 juin 2024).
- Espèce Teleidosaurus calvadosii, sous le taxon Teleosaurus calvadosii :
  - Eudes-Deslongchamps, « Description d’une espèce inédite de Téléosaure des environs de Caen, Teleosaurus calvadosii », Bulletin de la Société Linnéenne de Normandie, France, vol. 10,‎ 1866, p. 193-223 (ISSN 0366-3388).